# Parafia Trójcy Świętej i Wniebowzięcia Najświętszej Maryi Panny w Biłgoraju
Parafia pw. Trójcy Przenajświętszej i Wniebowzięcia Najświętszej Maryi Panny w Biłgoraju – parafia rzymskokatolicka z siedzibą w Biłgoraju, podporządkowana dekanatowi Biłgoraj – Północ w diecezji zamojsko-lubaczowskiej.

## Dane ogólne
Duszpasterstwo w parafii w 2019 pełni czterech kapłanów: proboszcz, trzech wikariuszy i jeden emeryt. Kościołem parafialnym jest kościół Trójcy Świętej i Wniebowzięcia NMP w Biłgoraju.
Odpust parafialny odbywa się dwa razy w ciągu roku:
- w święto Trójcy Świętej – data ruchoma,
- we wspomnienie Wniebowzięcia NMP – 15 sierpnia.

Do parafii należą wierni wyznania rzymskokatolickiego będący mieszkańcami kilkudziesięciu ulic, wchodzących w skład dzielnic Śródmieście, Roztocze, Bojary, Rapy i Sitarska - Kępy. Zamieszkuje je ok. 6,5 tys. osób, w tym ok. 5,9 tys. katolików.
Na terenie parafii działa dom zakonny sióstr serafitek. Zorganizowane są też m.in. schola, chór parafialny, Klub Inteligencji Katolickiej oraz grupy Katolickiego Stowarzyszenia Młodzieży i Ruchu Światło-Życie.

## Informacje historyczne

### Dzieje parafii
Parafia pw. Trójcy Świętej i Wniebowzięcia NMP jest najstarszą parafią rzymskokatolicką działającą w Biłgoraju. Jej początki sięgają pierwszej połowy XVII w. Dokładna data powstania nie jest znana, lecz wiadomo, że istniała już w 1624.
Początkowo parafia nie była związana z miejscem, w którym znajduje się obecny kościół parafialny, ponieważ w miejscu tym do drugiej połowy XVII w. działał zbór protestancki. Powstanie parafii łączy się natomiast z sanktuarium św. Marii Magdaleny w Puszczy Solskiej w południowej części miasta, które budowano od 1621, a także z nieokreśloną do końca kaplicą, którą zbudowano w 1604. Wiadomo też, że w latach 1644-1717 parafią opiekowali się zakonnicy – franciszkanie z klasztoru ze wspomnianego sanktuarium.
W 1692 ta istniejąca dotychczas parafia została rozdzielona na dwie osobne:
- parafię Puszcza Solska ze świątynią w sanktuarium św. Marii Magdaleny,
- parafię Biłgoraj ze świątynią, której budowę rozpoczęto w miejscu dotychczasowego zboru protestanckiego.

Około 1700 z inicjatywy Stanisława Antoniego Szczuki, ówczesnego właściciela Biłgoraja, w miejscu dotychczasowego zboru protestanckiego powstała drewniana świątynia katolicka, której nadano wezwanie Wniebowzięcia NMP. Stała się ona kościołem parafialnym dla niedawno powstałej parafii Biłgoraj. W latach 1735–1755 w miejscu tej drewnianej świątyni zbudowano w stylu barokowym obecnie istniejący kościół
W 1717 proboszczem został ks. Jan Kanty Mroczkowski. Doprowadził on do powstania parafialnej szkoły oraz szpitala dla ubogich. Parafia prowadziła wtedy też przytułki, domy opieki i bibliotekę. W 1741 przy parafii powstała społeczna organizacja religijna o nazwie Bractwo Trójcy Świętej. Jej cel stanowiło pogłębianie życia religijnego mieszczan oraz pomaganie proboszczowi w pracy. Oprócz tego bractwa powstawały wtedy też inne, podobne stowarzyszenia.
Do początku XIX w. parafia znajdowała się w granicach diecezji chełmskiej. W latach 1805–1807 tę diecezję zlikwidowano, a parafia znalazła się w nowo powołanej diecezji lubelskiej. Zmienna była również przynależność dekanalna: w różnych okresach parafia należała m.in. do dekanatów Turobin, Urzędów i Tarnogród. W 1867 stała się ona siedzibą nowo powołanego dekanatu Biłgoraj.
W 1919 parafia przejęła kościół pw św. Jerzego w Biłgoraju, który dotąd był świątynią greckokatolicką i prawosławną. W latach 1919–1940 i 1945–1984 pełnił on funkcję kościoła rektoralnego.
W czasie działań wojennych w 1939 kościół parafialny uległ pożarowi i z tego powodu nabożeństwa przez jakiś czas organizowano w kościele rektoralnym pw. św. Jerzego. Odbudowa głównego kościoła ze zniszczeń nastąpiła po 1940 i była w dużej mierze zasługą ówczesnego proboszcza, ks. Czesława Koziołkiewicza. W czasie okupacji niemieckiej 1939-1944 zostali aresztowani i zamordowani w obozach koncentracyjnych dwaj księża pracujący w parafii, Jan Samolej i Józef Chmielewski.
W 1982 na terenie parafii powstała kaplica, będąca późniejszym kościołem pw. Chrystusa Króla. W 1984 z obszaru parafii wyłączono teren, który znalazł się pod jurysdykcją nowo powołanej parafii św. Jerzego. W 1992 parafia zmieniła przynależność diecezjalną – znalazła się w granicach nowo powołanej diecezji zamojsko-lubaczowskiej. Natomiast w 2014 dokonano wyłączenia obszaru, na którym powstała nowa parafia św. Jana Pawła II.

### Proboszczowie
Dotychczas funkcję proboszcza parafii pełnili:
1717-1764 – ks. Jan Kanty Mroczkowski
1764-1773 – ks. Maciej Sosnowski
1773-1787 – ks. Andrzej Głaziński
1787-1808 – ks. Łukasz Błazucki
1809-1838 – ks. Bartłomiej Paczkiewicz
1839 – ks. Paweł Żarski (administrator)
1840 – ks. Wincenty Kostecki (administrator)
1840–1845 – ks. Andrzej Łukasiewicz
1845–1863 – ks. Bartłomiej Chwała
1864–1865 – ks. Kamil Bojarski
1865–1866 – ks. Paweł Winnicki
1866 – ks. Apolinary Łopuski
1866–1867 – ks. Michał Borkowski
1867–1868 – ks. Ignacy Szczepański
1868–1870 – ks. Filip Skurzyński
1870–1886 – ks. Ludwik Mech
1886–1887 – ks. Władysław Czarnecki
1887–1903 – ks. Aleksander Wysocki
1903–1952 – ks. Czesław Koziołkiewicz
1952 – ks. Stanisław Krynicki
1953–1967 – ks. Jan Kosior
1967–1976 – ks. Czesław Dmochowski
1976–1986 – ks. Edmund Markiewicz
1986–1989 – ks. Eugeniusz Sośler
1989–2005 – ks. Bogusław Wojtasiuk
2005-2014 – ks. Józef Flis
od 2014 – ks. Jerzy Kołtun